# Ангідритизація
Ангідритизація (рос. ангидритизация, англ. anhydritization, нім. Anhydritisation) — процес метасоматичного заміщення карбонатів під впливом підземних сульфатних вод ангідритом та гіпсом.